# Austrostelis silveirai
Austrostelis silveirai är en biart som beskrevs av Urban 2006. Austrostelis silveirai ingår i släktet Austrostelis och familjen buksamlarbin. Inga underarter finns listade i Catalogue of Life.